# 沃隆戈
沃隆戈（義大利語：Volongo），是意大利克雷莫纳省的一个市镇。总面积7平方公里，人口566人，人口密度80.9人/平方公里（2009年）。国家统计（ISTAT）代码为019114。